# Gebandeerde waterslang
De gebandeerde waterslang of gebandeerde zwemslang (Nerodia fasciata) is een slang uit de familie toornslangachtigen (Colubridae) en de onderfamilie waterslangen (Natricinae).

## Naam en indeling
De wetenschappelijke naam van de soort werd voor het eerst voorgesteld door Carl Linnaeus in 1766. Oorspronkelijk werd de wetenschappelijke naam Coluber fasciatus gebruikt. De slang werd later aan andere geslachten toegekend, zoals Tropidonotus en Natrix.

### Ondersoorten
De soort wordt verdeeld in drie ondersoorten die onderstaand zijn weergegeven, met de auteur en het verspreidingsgebied.
| Naam                          | Auteur          | Verspreidingsgebied                                                                     |
| ----------------------------- | --------------- | --------------------------------------------------------------------------------------- |
| Nerodia fasciata confluens    | Blanchard, 1923 | Verenigde Staten (Arkansas, Louisiana, Alabama, Mississippi, Missouri, Texas, Oklahoma) |
| Nerodia fasciata fasciata     | Linnaeus, 1766  | Overige delen van het verspreidingsgebied.                                              |
| Nerodia fasciata pictiventris | Cope, 1895      | Verenigde Staten (Florida, Georgia, Alabama, Texas)                                     |

## Uiterlijke kenmerken
De lichaamslengte bedraagt tot meer dan een meter en verschilt per ondersoort. Exemplaren van de ondersoort Nerodia fasciata pictiventris kunnen een totale lichaamslengte tot 159 centimeter bereiken terwijl de ondersoort Nerodia fasciata confluens maximaal 114 cm lang wordt. De meeste exemplaren zijn zwart met een dunne en schuine gele bandering over het hele lijf, gele buik en zijkanten van de kop. De dorsale strepen op de rug zijn aan de onderzijde het dikst en doen soms denken aan een nettekening. Op de buikzijde zijn oranje vlekjes aanwezig aan iedere zijde van de buik, met name bij oudere dieren. De gele kleur kan echter ook naar oranje of rood neigen, en de basiskleur is soms zeer donkerbruin of -grijs. De dorsale schubben zijn gekield. De ogen zijn bovenaan de kop gepositioneerd, wat duid op de waterminnende levenswijze.

## Levenswijze

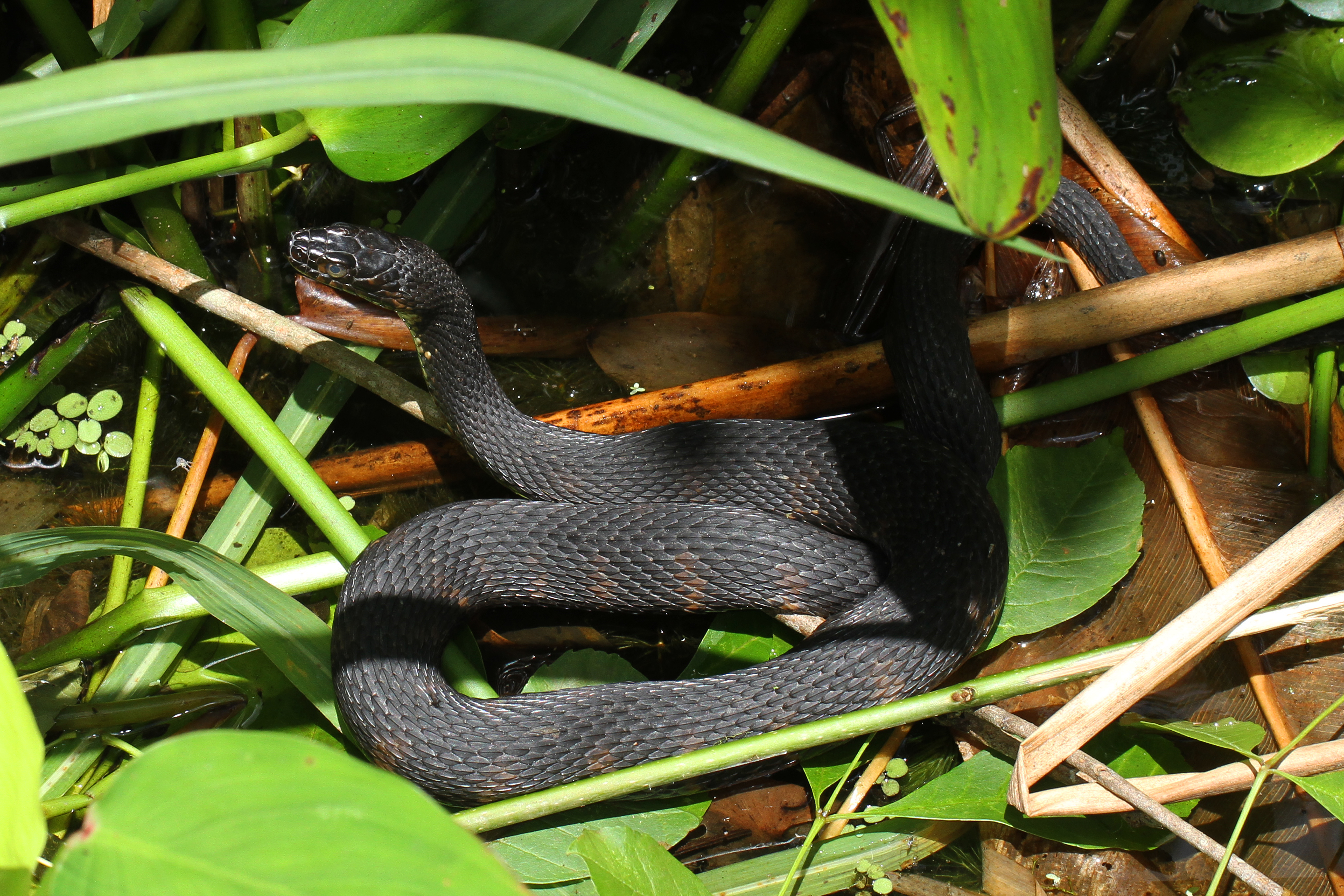
De slangen zijn waterminnend, afgebeeld is Nerodia fasciata pictiventris uit Highlands Hammock State Park, Florida, VS.

De gebandeerde waterslang jaagt voornamelijk op vissen en amfibieën. Deze aquatische soort wordt vaak in gevangenschap gehouden, waardoor er veel bekend is over de levenswijze. De slang staat bekend als gemakkelijk in leven te houden. Veel terrariumbezitters geven de dieren echter geen of weinig vis, omdat piscivore dieren een behoorlijk stinkende ontlasting produceren door de vissen-eiwitten die erin zitten. Deze ontlasting wordt ook gebruikt om eventuele belagers te bespuiten.
De slang is ovovivipaar, ofwel eierlevendbarend; er worden wel eieren afgezet maar deze hebben een zeer dunne schaal en de jongen komen direct na de geboorte uit omdat ze in de moeder al zijn volgroeid. De gebandeerde waterslang houdt van zoet water, en komt niet in zee voor. Het land wordt regelmatig betreden om te zonnen.

## Verspreiding en habitat
De soort komt voor in delen van Noord-Amerika en leeft endemisch in de Verenigde Staten. De slang is hier aangetroffen in de staten Texas, Louisiana, Oklahoma, Tennessee, Arkansas, Mississippi, Alabama, Florida, Georgia, South Carolina, North Carolina, Missouri, Illinois, Arizona. De habitat bestaat uit vele verschillende typen draslanden, zoutwatermoerassen en meren langs kuststreken.

## Beschermingsstatus
Door de internationale natuurbeschermingsorganisatie IUCN is de beschermingsstatus 'veilig' toegewezen (Least Concern of LC).